# 格朗日当斯
格朗日当斯（法語：Granges-d'Ans，法語發音：[ɡʁɑ̃ʒ dɑ̃s]）是法国多尔多涅省的一个市镇，位于该省东部，属于萨拉拉卡内达区。

## 地理
格朗日当斯（45°12'42"N, 1°7'6"E）面积11.81 平方千米，位于法国新阿基坦大区多爾多涅省，该省份为法国西南部内陆省份，是法國本土面积第三大的省，大致对应佩里戈尔地区，北起顺时针与夏朗德省、上维埃纳省、科雷兹省、洛特省、洛特-加龙省、吉倫特省和滨海夏朗德省接壤。
与格朗日当斯接壤的市镇（或旧市镇、城区）包括：欧特福尔、纳亚克、圣拉比耶、圣奥尔斯、唐普勒拉吉永。

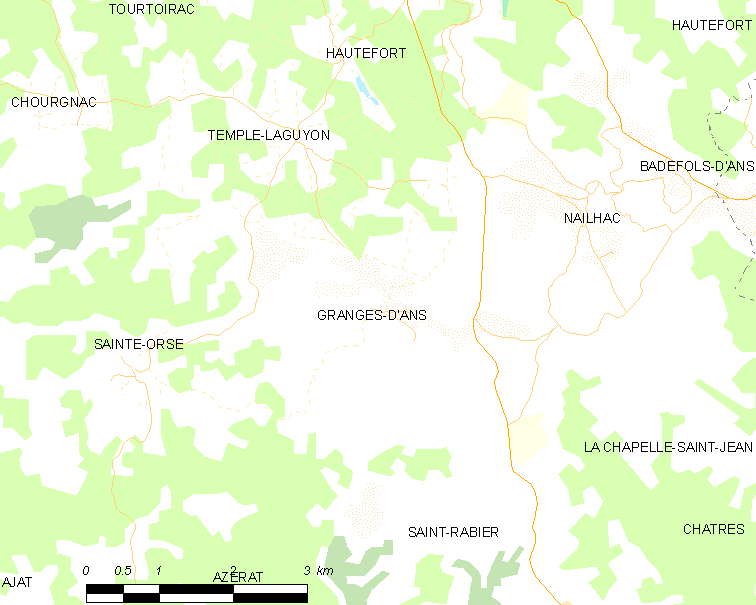
格朗日当斯的OSM定位图

格朗日当斯的时区为UTC+01:00、UTC+02:00（夏令时）。

## 行政
格朗日当斯的邮政编码为24390，INSEE市镇编码为24202。

## 政治
格朗日当斯所属的省级选区为上黑色佩里戈尔县。

## 人口

1962-2008年间格朗日当斯人口变化图示

格朗日当斯于2022年1月1日时的人口数量为148人。